# Nicolás Milesi
Nicolás Milesi, vollständiger Name Nicolás Milesi Van Vommel, (* 10. November 1992 in Young) ist ein uruguayischer Fußballspieler.

## Karriere
Der 1,83 Meter große Mittelfeldakteur Milesi stand in der Saison 2013/14 in Reihen des uruguayischen Zweitligisten City Torque. Er absolvierte in jener Spielzeit zwölf Partien in der Segunda División und schoss zwei Tore. Im Januar 2014 wechselte er zum brasilianischen Klub Athletico Paranaense. Zur Apertura 2014 schloss er sich sodann dem uruguayischen Erstligisten Danubio FC an. Dort debütierte er am 24. August 2014 unter Trainer Leonardo Ramos beim 2:0-Heimsieg über Atenas in der Primera División, als er in der 68. Spielminute für Matías Castro eingewechselt wurde. Insgesamt kam er in der Spielzeit 2014/15 zwölfmal (kein Tor) in der höchsten uruguayischen Spielklasse, einmal (kein Tor) in der Copa Sudamericana 2014 und viermal (kein Tor) in der Copa Libertadores 2015 zum Einsatz. Mitte August 2015 wechselte er auf Leihbasis zum Erstligaaufsteiger Plaza Colonia. Während der Saison 2015/16 bestritt er 27 Erstligaspiele (zwei Tore). Anfang August 2016 verpflichtete ihn der saudi-arabische Klub Al Hilal, für den er in seiner ersten Saison 18-mal (ein Tor) in der Liga, achtmal (zwei Tore) in der AFC Champions League, dreimal (ein Tor) im Champions Cup und einmal (kein Tor) im Kronprinzenpokal zum Einsatz kam.
In der Folge wechselte Milesi für die Saison 2018/19 al-Dhafra und 2019/20 zu al-Wahda, beide aus den VAE. 2020 ging er zurück nach Südamerika, wo er zunächst in Paraguay beim Club Libertad unterkam. Seit 2021 spielt er in seiner Heimat wieder für City Torque.